# Leucania roseilinea
Leucania roseilinea är en fjärilsart som beskrevs av Walker 1862. Leucania roseilinea ingår i släktet Leucania och familjen nattflyn. Inga underarter finns listade i Catalogue of Life.